# Скотт Едкінс
Скотт Едкінс (англ. Scott Adkins; нар. 17 червня 1976, Саттон-Колдфілд, Англія) — англійський актор, майстер бойових мистецтв, найбільш відомий роллю чемпіона підпільних боїв Юрія Бойки у фільмах «Незаперечний 2», «Незаперечний 3» і «Незаперечний 4».

## Життєпис
Скотт Едкінс народився 17 червня  1976 року  в Саттон-Колдфілд, Англія, в сім'ї, представники якої протягом декількох поколінь були м'ясниками. Поряд з його старшим братом Крейгом, він був вихований Джоном і Джанет Едкінс в люблячій сім'ї середнього класу. Скотт поступив в Середню школу Єпископа Вессея в Саттон Колдфілд. Він був далеко не найкращим учнем у школі «по ночах, коли батьки засинали, я спускався по сходах і дивився всю ніч фільми, а на уроках спав». З раннього дитинства Скотт займався різноманітними видами спорту, але коли йому виповнилося 10 років, батько відправив його разом з братом в місцевий клуб дзюдо. Скотт «захворів» єдиноборствами.
«Бойові мистецтва стали моєю нав'язливою ідеєю! Це було схоже на те, що я шукав все своє життя». Наслідував таких зірок як Брюс Лі і Жан-Клод Ван Дамм, Скотт став старанно тренуватися щодня. «Я перетворив гараж батька у своє власне додзе. У мене навіть була там святиня (Брюс Лі), якій я поклонявся.» У віці 14 років Скотт продовжував навчатися Теквондо у Рона Сергіо в T.A.G.B. Через кілька років він став займатися кікбоксингом під керівництвом Антоні Джонса. У той же час Скотт зацікавився Голлівудом. Він записався в клас драми в Коледжі Саттон Колдфілд. Будучи сором'язливим хлопцем Скотт знайшов для себе неймовірно важким виступати на сцені перед глядачами. «Я знав, що я хотів зробити це, але це лякало мене, немов пекло». Нарешті, у віці 21 року, Скотту запропонували місце в престижній Академії Драматичного Мистецтва Веббер Дуглас. Однак, будучи бідним студентом він ледь зводив кінці з кінцями, і був змушений виїхати, не закінчуючи курс. Дуже пригнічений він думав, що це був кінець.
Першим проривом Скотта стало запрошення на роль у Гонконгський файтинг «Екстремальний виклик». Запросив його Глава Гонконгської Асоціації Каскадерів Стефен Тунг Фей. Таким чином Едкінс вперше опинився на Сході. «Я знаю, що багато бійців їдуть до Гонконгу, щоб спробувати попрацювати в їх кіновиробництві, але на відміну від них я ніколи над цим серйозно не замислювався. Я був ошелешений тим, що там хотіли працювати зі мною». Скотт отримав можливість попрацювати з провідними особами кінематографа Гонконгу, включаючи Юнь Он Пінг, Корі Юеня, Саммо Гуна та легендарного Джекі Чана.
Справжнім проривом для Скотт Едкінса стала роль непереможного тюремного чемпіона з боїв без правил — Юрія Бойки (англ. Yuri Boyka) у фільмі «Незаперечний 2», «Незаперечний 3», в якому головну роль грає Майкл Джей Вайт. Після цієї картини його запросили в такі великі проекти як «Ультиматум Борна» і «Походження Людей Ікс: Росомаха», а у фільмі «Ніндзя» 2009-го року Скотт вперше отримав головну роль.

## Фільмографія
- 1998 — «Зона небезпеки» (телесеріал)
- 1999 — «Міський центр» (телесеріал)
- 2000 — «Лікарі» (телесеріал)
- 2001 — «Випадковий шпигун»
- 2001 — «Чиста помста» (короткометражка)
- 2001 — «Екстремальний виклик»
- 2002 — «Мутанти Ікс»
- 2002 — «Чорна маска 2: Місто масок»
- 2003 — «Жителі Іст-Енду» (телесеріал)
- 2003 — «Американський спецназ»
- 2003 — «Медальйон»
- 2004—2005 — «Стюардеси» (телесеріал)
- 2005 — «Денні - пес»
- 2005 — «Пітбуль»
- 2005 — «Голліокс» (телесеріал)
- 2006 — «Рожева пантера»
- 2006 — «Незаперечний 2»
- 2006 — «Голбі Сіті»[en] (телесеріал)
- 2007 — «Ультиматум Борна»
- 2008 — «Спеціальне завдання»
- 2008 — «Потяг далі не йде»
- 2009 — «Походження Людей Ікс: Росомаха»
- 2009 — «Турнір на виживання»
- 2009 — «Ніндзя»
- 2010 — «Незаперечний 3»
- 2011 — «Ігри кілерів»
- 2012 — «Військова хроніка» (телесеріал)
- 2012 — «Грінго»
- 2012 — «Нестримні 2»
- 2012 — «Універсальний солдат 4: Новий вимір»
- 2012 — «Тридцять хвилин по півночі»
- 2012 — «Убити заново»
- 2013 — «Легенди: Гробниця дракона»
- 2013 — «Ніндзя: Тінь сльози»
- 2014 — «Геракл. Початок легенди»
- 2015 — «Близька відстань»
- 2016 — «Брати з Ґрімзбі»
- 2016 — «Доктор Стрендж»
- 2017 — «Американський вбивця»
- 2018 — «Нещасний випадок»
- 2017 — «Незаперечний 4»
- 2019 — «Іп Ман 4» (сержант Бартон Геддес)
- 2020 — «Спадок брехні»
- 2022 — «Денна зміна»
- 2023 — «Джон Уік 4»
- 2024 — «Гра кіллера»
- 2026 — «The RIP»